# حالت امن
حالت امن (به انگلیسی: Safe mode)، حالت تشخیص (خطایاب) در سیستم عامل کامپیوتر می‌باشد. این حالت همچنین به حالتی از اجرا گفته می‌شود که توسط نرم‌افزار صورت می‌گیرد. حالت امن به برنامه کمک بسزایی می‌کند، اگر چه شاید نمی‌تواند تمامی مشکلات اجرایی سیستم را برطرف نماید. این حالت همچنین به شکل گسترده‌ای برای رفع مشکلات و مزاحمت‌های حفاظتی نرم‌افزاری مورد استفاده قرار می‌گیرد.

## کارایی حالت امن
حالت امن این اجازه را به شما می‌دهد که به پنجره‌های محیطی با جزئیات دقیق و لازم وارد گردید. نه یک کامپوتر زیبا، نه موضوعات خوب و قشنگ فقط در پنجره‌های استاندارد متوقف می‌شوید. در واقع شما حتی می‌توانید در استفاده از مسایل مورد علاقه و متنوع حالت امن با یا بدون شبکه، خط دستوری و خیلی مسایل دیگر انتخاب نمایید. شما نمی‌توانید از بسیاری از کاربردها به‌طور دقیق و درست استفاده کنید، این حالت وقتی که با کامپیوتر خود دچار مشکل می‌شوید مورد استفاده قرار می‌گیرد. در حقیقت بسیاری از وسایل کاربردی نمی‌توانند به راحتی به کار بیفتند.

## دست یابی به حالت امن
زمانی که سیستم عامل در حال راه اندازی است (درحالت self checking) با فشار دادن دکمهٔ F8 یا shift+F8 می‌توان به حالت امن سیستم دسترسی پیدا کرد.

## پس زمینه
ویندوز مایکرو سافت، اندروید و لینوکس همچون اوبونتو و لینوکس ازجمله سیستم عامل‌هایی هستند که حالت امن را پیاده‌سازی می‌کنند.
دستگاهی که فقط در حالت امن شروع به کار می‌کند مشکلات بسیاری دارد: همچون خراب شدن دیسک یا اینکه دستگاه از نظر نرم‌افزاری در سطح بسیار ضعیفی قرار دارد که مانع از انجام عملکرد آن می‌گردد و دستگاه نمی‌تواند به حالت عادی شروع به کار بکند.
حالت امن راه کارهایی برای تشخیص عیب‌یابی فراهم می‌کند در نتیجه مصرف‌کننده می‌تواند آنچه را مانع عملکرد صحیح سیستم می‌شود را رد یابی کند.
حالت امن برای نگهداری (نه برای دسترسی به عملکرد) در نظر گرفته می‌شود و حداقل دسترسی رابه ویژگی‌های سیستم فراهم می‌کند

## سیستم عامل ویندوز
حالت امن ویندوز مایکرو سافت با فشار دادن کلید F8 هنگام شروع کار سیستم عامل فعال می‌شود. همچنین در محیط چند عملکرده با شکل‌های چند گانه از ویندوز در کنار یکدیگر، کلید F8 می‌تواند در انتخاب کنندهٔ OS برای رسیدن هر چه سریع تر به حالت امن مورد استفاده قرار بگیرد. در ویندوز ۸ (که در سال ۲۰۱۲ منتشر شد) دکمهٔ قدیمی و معروف F8 برای عملکرد حالت امن به شکل سنتی دیگر کارنمی‌کند و حالا برای رسیدن به این حالت دکمهٔ SHIFT_F8 هم اضافه شد که یک راه کار خاص و ضروری به حساب می‌آید.

## سیستم عامل یونیکس
در یونیکس فقط کاربر اصلی می‌تواند وارد سیستم کامپیوتر گردد و سیستم عامل یک حساب اجرایی که با نام "ریشه "(روت) شناخته می‌شود برای داشتن یک رمز عبور جدید برای دوباره آغاز نمودن برنامه (بدون اینکه بدانیم از اول چه بوده) را به ما می‌دهد.

## سیستم عامل مک
نجوه فعال سازی حالت امن: نگاه داشتن کلید SHIFT پس از اینکه حالت امن را به‌طور اتوماتیک فعال کردیم شکل‌های پس زمینه حفظ می‌شود و می‌توان رمزهای حساب‌های اصلی را دوباره تنظیم کرد.